# Juliusz Kaden-Bandrowski
Juliusz Kaden-Bandrowski (n. 24 februarie 1885 - d. 8 august 1944) a fost un scriitor și jurnalist polon.
A fost unul dintre organizatorii rezistenței antifasciste.
Scrierile sale sunt inspirate din viața militară sau au caracter autobiografic.

## Scrieri
- 1919: Arcul ("Łuk")
- 1924: Alianța inimilor ("Przymierze serc")
- 1924: Orașul mamei mele ("Miasto mojej matki")
- 1923: Generalul Barcz ("Generał Barcz")
- 1926: La umbra arinului uitat ("W cieniu zapomnianej olszyny")
- 1933: Mateusz Bigda.

1. ↑  Autoritatea BnF, accesat în 10 octombrie 2015
2. ↑  CONOR.SI[*] Verificați valoarea |titlelink= (ajutor)